# Droit de Mortaille
Le droit de Mortaille ou un homme qui se reconnaît « mortaillable  » correspond selon la coutume du comté de la Marche au tenancier d'un bien appartenant à un seigneur ecclésiastique.